# Михайловка (Монастырщинский район)
Михайловка — деревня в Монастырщинском районе Смоленской области России. Входит в состав Новомихайловского сельского поселения.  

## География
Расположена в западной части области в 13 км к западу от Монастырщины, на берегу реки Поповка. 

## Часовой пояс
Михайловка, как и вся Смоленская область, находится в часовой зоне МСК (московское время). Смещение применяемого времени относительно UTC составляет +3:00.

## Население
Согласно всероссийской переписи населения 2010 года, всего в деревне Михайловка проживают 92 человека